# اردنتسوگت
اردنتسوگت (به لاتین: Erdenetsogt) یک منطقهٔ مسکونی در مغولستان است که در استان بایان‌خونگور واقع شده‌است. اردنتسوگت ۴٬۱۰۰ کیلومتر مربع مساحت دارد.